# Robert Duvall
Robert Selden Duvall (/duːˈvɔːl/; 
sinh ngày 5 tháng 1 năm 1931) là một diễn viên và đạo diễn người Mỹ. Ông đã được đề cử bảy giải Oscar (thắng một giải với vai diễn trong Tender Mercies), bảy giải Quả cầu vàng (thắng bốn giải), và có nhiều đề cử và một chiến thắng mỗi giải BAFTA, giải thưởng của Hội Diễn viên Điện ảnh, và giải Emmy. Ông đã nhận được Huân chương Nghệ thuật Quốc gia vào năm 2005. Ông đã đóng vai chính trong một số phim và phim truyền hình nổi tiếng nhất và phổ biến nhất mọi thời đại, bao gồm To Kill a Mockingbird (1962), The Twilight Zone (1963), The Outer Limits (1964), Bullitt (1968), True Grit (1969), MASH (1970), THX 1138 (1971), Joe Kidd (1972), Bố già (1972), Bố già phần II (1974), The Conversation (1974), Network (1976), Apocalypse Now (1979), The Handmaid's Tale (1990), Rambling Rose (1991), và Falling Down (1993).